# Луче моје
Луче моје је осамнаести албум Драгане Мирковић, издат је 2006. године.
Током фебруара на РТС-у се завртела реклама која је најављивала нови албум. У продаји је био од 28. фебруара, а оно што је привлачило пажњу јесте сам назив албума „Луче моје”, Драгану су још на почетка каријере прозвали „Луче из Касидола”. На албуму се, за разлику од претходних није нашла ни једна класична фолк песма, све песме биле су модерног ритма. Међу 12 песама нашла се и једна обрада, у питању је обрада руске песме која се у Драганином извођењу зове „Теци ми кроз вене”. Промоција је замишљена кроз мини шоу али је касније исецкан на спотове, прави спотови снимљени су за песмеː „Луче моје”, „Печат на уснама”, „На крају” и „Судбина”. Пратеће вокале отпевала је популарна поп певачица Цеца Славковић. У фебруару пред објављивање албума у Софији је добила награду којом ретко која певачица може да се похвали, награду за најбољу певачицу Балкана. Поред наведених песама, издвојиле су се иː „Ако ме оставиш” и „Депресиван дан”

## Списак песама
1. Ако ме оставиш 
(В. Граић - Д. Дамјановић - ар. С.М. Маре)
2. Печат на уснама 
(А. Кобац, М. Кон - В. Петковић - арр. А. Кобац)
3. На крају 
(М. Николић)
4. Судбина 
(В. Граић - В. Петковић - ар. С.М. Маре)
5. Луче моје 
(П. Стокановић - П. Стокановић - ар. С.М. Маре)
6. Луда као ја 
(И. Дедић - Ј. Јовановић - ар. И. Дедић)
7. Љуби ил′ убиј 
(И. Дедић - Ј. Јовановић - ар. И. Дедић)
8. Данак љубави 
(С.М. Маре - С.М. Маре - ар. С.М. Маре)
9. Хоћу све 
(М. Николић)
10. Теци ми кроз вене 
(В. Молцанов - С. Грујић - ар. З. Тимотић)
11. Депресиван дан 
(А. Кобац, М. Кон - В. Петковић - арр. А. Кобац)
12. Непожељна 
(И. Дедић - Ј. Јовановић - ар. И. Дедић)